# Nick Cassidy

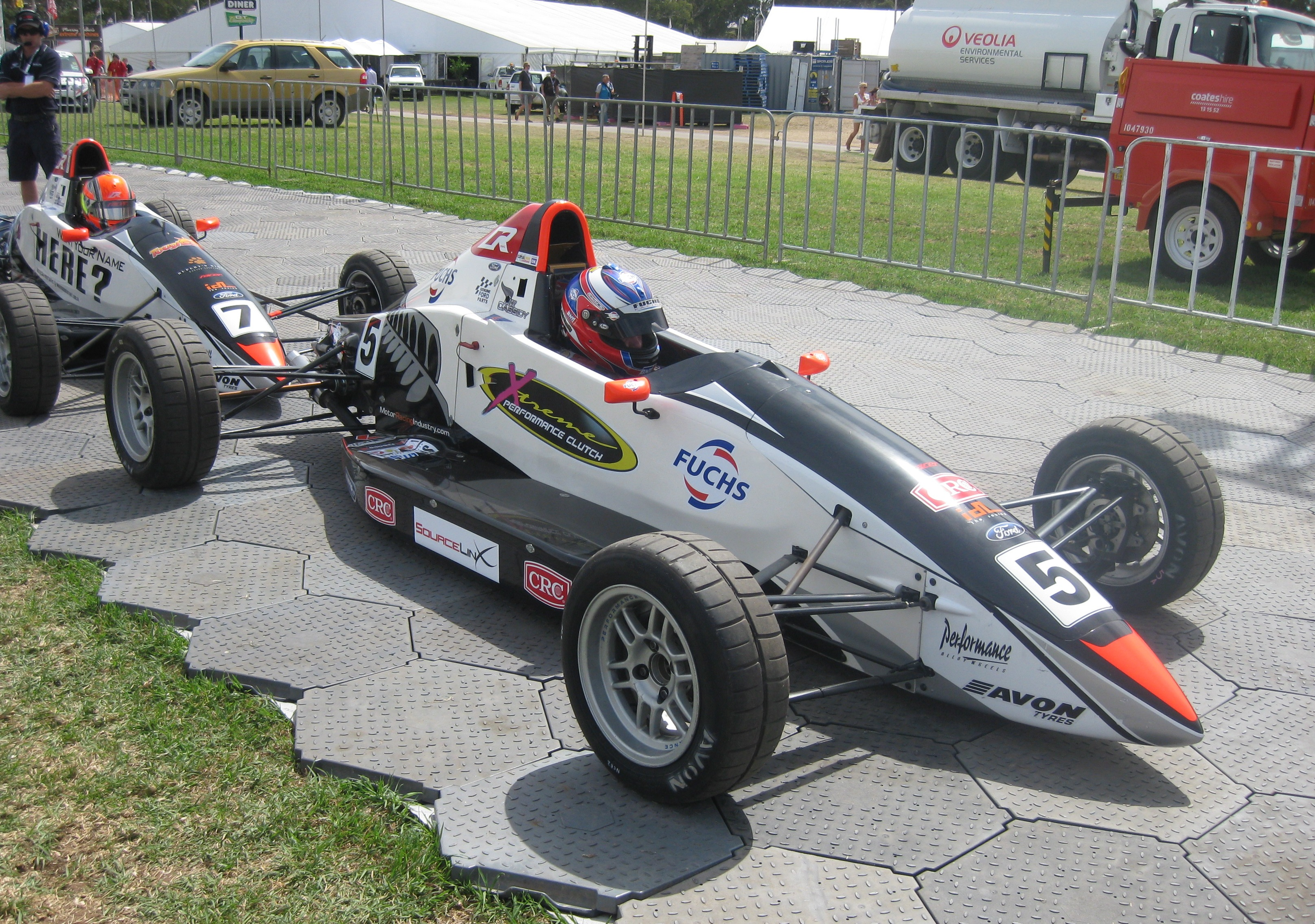
De Mygale SJ11a van Cassidy in 2011

Nick Cassidy (Auckland, 19 augustus 1994) is een Nieuw-Zeelands autocoureur.

## Carrière
Cassidy begon zijn racecarrière in het karting op zesjarige leeftijd, waar hij bleef rijden tot 2010. Ook nam hij deel aan midget car-races sinds hij acht jaar was.
Sinds 2008 rijdt Cassidy in het formuleracing, waar hij zijn debuut maakte in de Formule First. Later reed hij in Formule Ford-kampioenschappen in Nieuw-Zeeland en Australië. In 2009 werd hij tweede in de Nieuw-Zeelandse Formule First en in 2010 ook tweede in de Nieuw-Zeelandse Formule Ford. In beide kampioenschappen was hij de beste rookie.
In 2011 begon Cassidy het jaar in de Nieuw-Zeelandse Toyota Racing Series voor het team Giles Motorsport. In het laatste raceweekend op het Taupo Motorsport Park won hij twee van de drie races, waar de derde race werd gewonnen door teamgenoot en kampioen Mitch Evans. Cassidy eindigde zelf als tweede in het kampioenschap. In 2011 startte hij ook in de Australische Formule Ford, de ADAC Formel Masters, de Formule Abarth en de Fujitsu V8 Supercar Series, waarmee hij zijn eerste race-ervaring in Europa opdeed.
In 2012 reed Cassidy opnieuw in de Toyota Racing Series voor Giles Motorsport. Met vijf overwinningen en 10 podiumplaatsen werd hij kampioen met een ruime voorsprong op de nummer twee, Hannes van Asseldonk. Later dat jaar reed hij ook de eerste drie raceweekenden in de Eurocup Formule Renault 2.0 voor Fortec Motorsports, waarin hij met een zesde plaats op het Motorland Aragón zijn beste resultaat neerzette en hiermee acht punten verdiende, waardoor hij als 24e in het kampioenschap eindigde.
In 2013 reed Cassidy weer in de Toyota Racing Series, maar stapte hij over naar het team M2 Competition. Met 2 overwinningen en 10 podiumplaatsen werd hij opnieuw kampioen met een grote voorsprong op de nummer twee, Alex Lynn. Vervolgens reed hij twee gastraces op het Motorland Aragón in de Eurocup Formule Renault 2.0 voor het nieuwe team AV Formula, waar hij echter geen indruk wist te maken met twee 31e plaatsen. In juli werd bekend dat Cassidy 2013 tijdens de ronde op de Norisring de tweede auto zou bezetten bij het Europees Formule 3-team EuroInternational, naast Tom Blomqvist. Aan het eind van het seizoen reed hij in het laatste evenement op de Hockenheimring voor Carlin als vervanger van Daniil Kvjat.
In 2014 had Cassidy geen vast racezitje, maar nam hij deel aan races in de Toyota Racing Series voor Neale Motorsport, de Eurocup Formule Renault 2.0 voor Koiranen GP, de Formule Renault 2.0 Alps voor China BRT by JCS en de Europese Formule 3 voor ThreeBond with T-Sport. Aan het eind van het seizoen maakte hij zijn debuut in de Grand Prix van Macau voor ThreeBond, waar hij achter Felix Rosenqvist en Lucas Auer direct derde werd.
In 2015 reed Cassidy in het Japanse Formule 3-kampioenschap voor het Petronas Team TOM'S. Hij won zeven races en stond nog zes andere keren op het podium, waardoor hij kampioen werd met 129 punten. Aan het eind van dat jaar keerde hij ook terug naar de Europese Formule 3, waar hij bij het Prema Powerteam de vertrokken Brandon Maïsano verving tijdens de raceweekenden op het Autódromo Internacional do Algarve en de Nürburgring. In het laatste weekend behaalde hij twee podiumplaatsen en werd zo zestiende in de eindstand met 43 punten. Tevens reed hij in de Grand Prix van Macau voor TOM'S en werd hier twaalfde.
In 2016 stapt Cassidy fulltime over naar de Europese Formule 3 voor het Prema Powerteam.